# Gellersen (Aerzen)

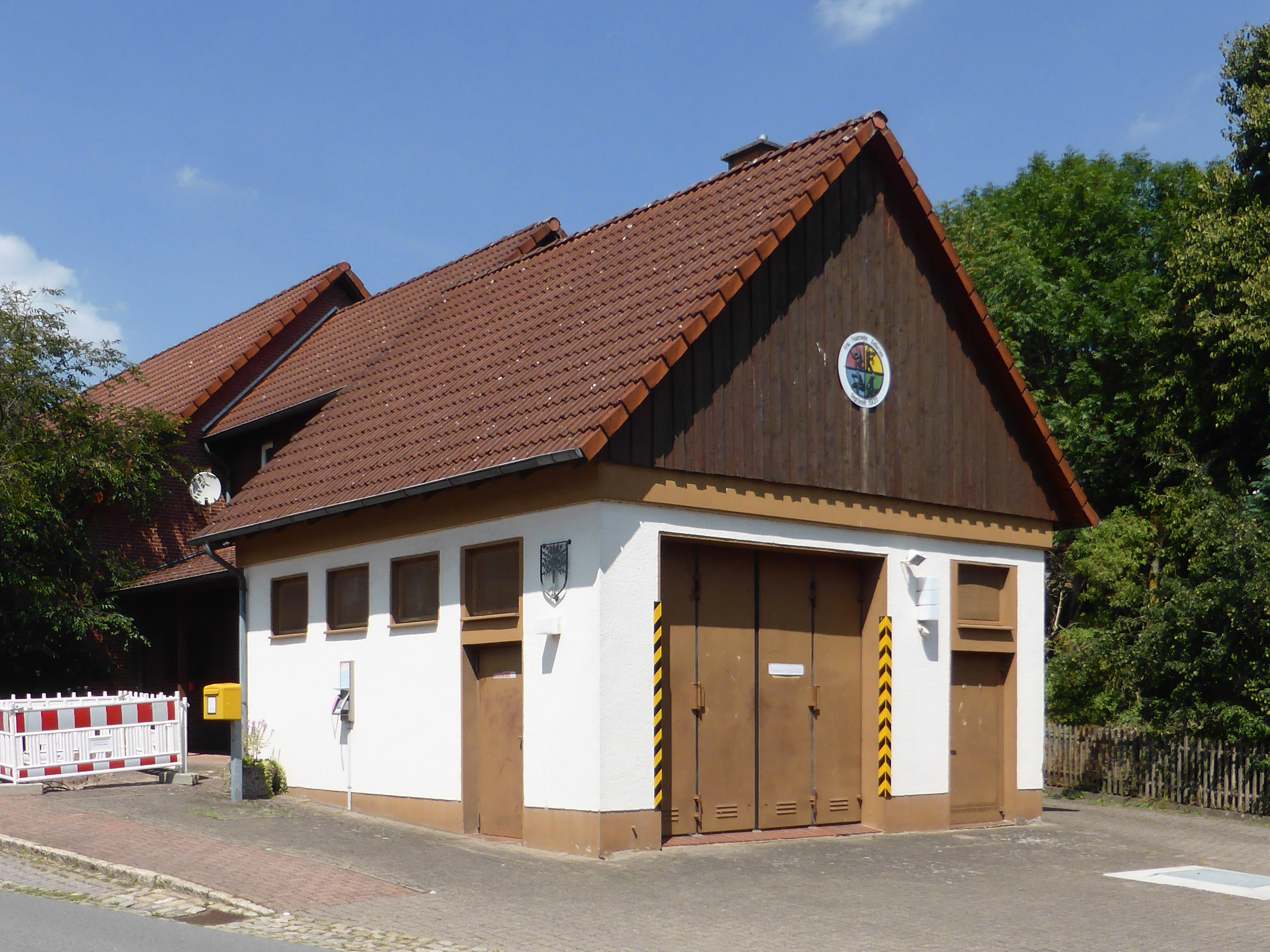
Feuerwehrhaus

Gellersen ist ein Ortsteil des Fleckens Aerzen im Landkreis Hameln-Pyrmont in Niedersachsen.

## Geographie
Das Dorf liegt vier Kilometer nordöstlich von Bad Pyrmont und zehn Kilometer südwestlich von Hameln an der K 37.

## Geschichte
Ursprünglich gehörte Gellersen zum Amt Aerzen, welches 1823 in das Amt Hameln überging.

### Einwohnerentwicklung
- 1910: 267 Einwohner (am 1.12.)[3]
- 1925: 255 Einwohner[4]
- 1933: 242 Einwohner[4]
- 1939: 331 Einwohner[4]
- 1950: 603 Einwohner (am 13.9.)[1]
- 1956: 404 Einwohner (am 25.9.)[1]

### Eingemeindungen
Durch die Gebietsreform wurde die bis dahin selbständige Gemeinde Gellersen am 1. Januar 1973 in den Flecken Aerzen eingemeindet.